# 大足短头蛙
大足短头蛙，也称沙漠雨蛙，分布于南非和纳米比亚沙漠地带的一种短头蛙，成年体长约25mm，腿短体圆眼大，不善游泳和跳跃，善于爬行和掘地，旱季潜伏在地下休眠，一般在雨季夜间出来觅食及交配。因生存环境缺乏水资源，大足短头蛙的受精卵由黏液包裹埋在沙底，直接发育成幼蛙，不经历蝌蚪阶段。